# Файсст, Мануэль
Мануэль Файсст (нем. Manuel Faißt; род. 11 января 1993, Фуртванген) — немецкий двоеборец, призер этапов Кубка мира по двоеборью, трехкратный чемпион мира 2013 года среди юниоров.

## Карьера
Мануэль Файсст с детства увлекался двоеборьем, благодаря своему отцу, который тоже когда-то занимался этим видом спорта, а потом стал тренером в клубе "SV Baiersbronn". В возрасте 4 лет Мануэль начал тренировки, а в пять совершил первый прыжок с 10 метрового трамплина в Байрсброне.
Файсст начал свою международную карьеру на Кубке мира 5 декабря 2009 года, в возрасте без малого 16 лет и 11 месяцев. Его дебютным соревнованием стал гундерсен на 10 км в норвежском Лиллехаммере, где молодой немец занял 49 место. Этот и следующий сезон прошли для подающего надежды спортсмена в облегченном режиме. А с сезона 2011/2012 Мануэль стал постоянным участником этапов Кубка мира.
В феврале 2012 года на Чемпионате мира среди юниоров в турецком Эрзуруме в гундерсене на 10 км он завоевал серебряную медаль, а в командном первенстве Германия выиграла бронзовые медали. На следующем юниорском первенстве, в 2013 году, Файсст стал абсолютным чемпионом соревнований, выиграв три медали высшего достоинства (гундерсен 5 км, 10 км, команда). Спустя неделю, на предолимпийской репетиции трасс Олимпийских игр в Сочи спортсмен вместе со своей командой победил в командном соревновании. Однако на сами Олимпийские игры 2014 года он отбор не прошел.
20 декабря 2015 года Мануэль впервые попал на подиум в Кубке мира в австрийском Рамзау, где уступил только соотечественнику Эрику Френцелю и норвежцу Ярлю Магнусу Рииберу.
В феврале 2017 принял участие в Чемпионате мира по лыжным видам спорта в финском Лахти. Единственной гонкой, в которой выступил спортсмен, стал гундерсон на 10 км на нормальном трамплине (HS100), где немец показал семнадцатый результат.